# Camp Base de l'Everest

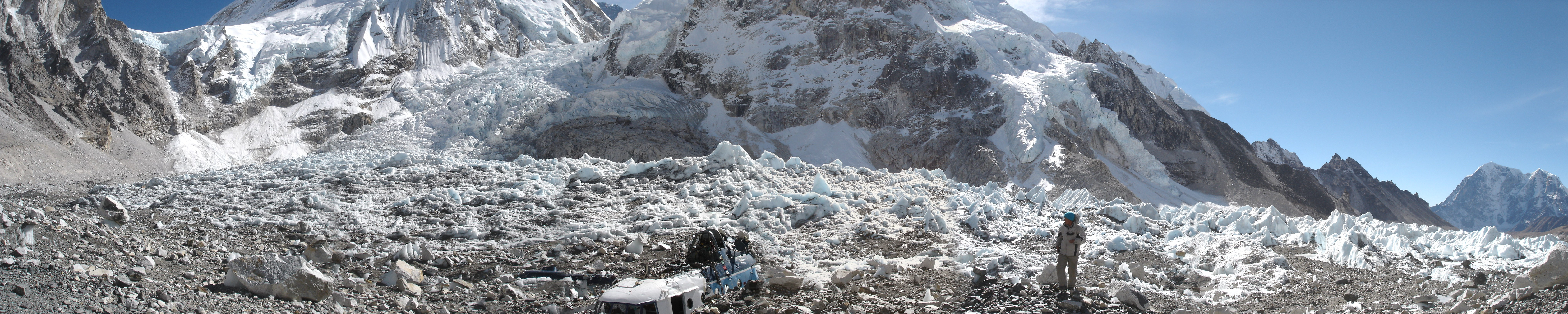
Vista del camp Base sud. La paret de gel de Khumbu s'aprecia a l'esquerra. Al centre tenim un helicòpter accidentat el 2003.

El Camp Base de l'Everest són dos camps bases, localitzats cadascun en costats oposats de l'Everest. El Camp Base Sud (South Base Camp) es troba a Nepal a una altitud de 5.364 metres (28° 0′ 26″ N, 86° 51′ 34″ E / 28.00722°N,86.85944°E) i el Camp Base Nord (North Base Camp) al Tibet a 5.150 metres (28° 8′ 28″ N, 86° 51′ 6″ E / 28.14111°N,86.85167°E) Són zones d'acampada rudimentàries situades als vessants de l'Everest que són utilitzades pels escaladors durant la seva ascensió i posterior descens. El Camp Base Sud és utilitzat quan es pren la via sud-est per realitzar l'escalada, mentre que el Nord s'utilitza quan s'utilitza la via nord-est.
El Camp Base Sud està proveït per xerpes o portejadors ajudats per animals de càrrega, en general iacs. El Campament Base Nord té l'accés de vehicles (almenys en els mesos d'estiu). Els escaladors descansen diversos dies en aquests camps Base amb l'objectiu d'aclimatar-se i evitar possibles perills derivats del mal d'altura. Generalment aquestes zones d'acampada es componen de llargues fileres de tendes amb menjar, llençols i llums.

## Camp Base Sud al Nepal
La caminada al Camp Base de l'Everest al costat sud és una de les rutes més populars de senderisme a l'Himàlaia i és visitada per centenars de senderistes tots els anys. Normalment els senderistes prenen un vol de Katmandú a Lukla per estalviar temps i energia abans d'iniciar el viatge cap al camp Base. Encara que és possible arribar a peu a Lukla, ja que no hi ha carreteres de Kàtmandu a Lukla, l'únic mitjà per transportar subministraments grans i pesats és només per avió.
El 2015, es va observar que prop de 40.000 persones a l'any feien la caminada des de l'aeroport de Lukla al Camp Base de l'Everest al Nepal.
El 25 d'abril de 2015, un terratrèmol de magnitud 7.8 MW va copejar Nepal i va desencadenar un devessall en el Pumori que va escombrar el Camp Base Sud. Almenys 19 persones van morir com a resultat. Dues setmanes després, el 12 de maig, un segon terratrèmol de magnitud 7.3 MW va copejar la mateixa zona. Alguns de les senderes que connectaven al Camp Base de l'Everest van resultar danyats i van necessitar reparacions.

Mapa de la ruta de la Sendera a la Base de l'Everest del costat nepalès

Des de Lukla, els escaladors viatgen costa amunt a la capital Sherpa de Namche Bazaar, 3.440 metres (11.290 peus), seguint la vall del riu Dudh Kosi. Es tarda aproximadament dos dies en arribar a la vila, que és un centre d'activitat de la zona. Normalment en aquest punt, els escaladors es prenen un dia de descans per aclimatar-se. Llavors inicien una altra caminada de dos dies fins a Dingboche, 4.260 metres (13.980 peus) abans de descansar un altre dia per continuar amb l'aclimatació. Els costa dos dies més arribar al Camp Base de l'Everest per la via de Gorakshep, el terreny pla sota el Kala Patthar, 5.545 metres (18.192 peus) i el Pumori.

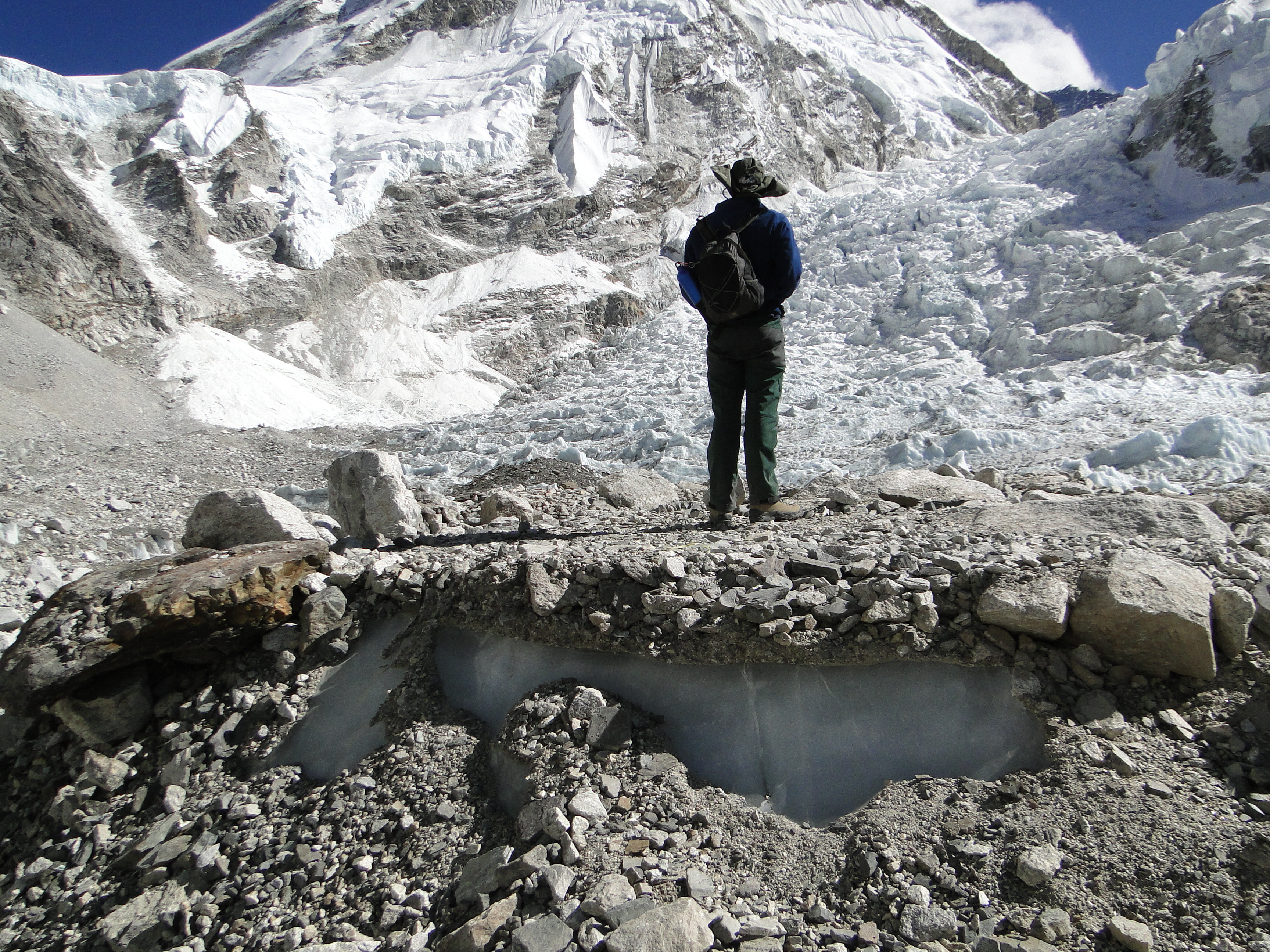
Plataforma per a tenda a la Glacera de Khumbu del Camp Sud. Noteu la capa de gel sota la superfície inestable de roca. La Cascada de Gel de Khumbu s'aprecia al fons
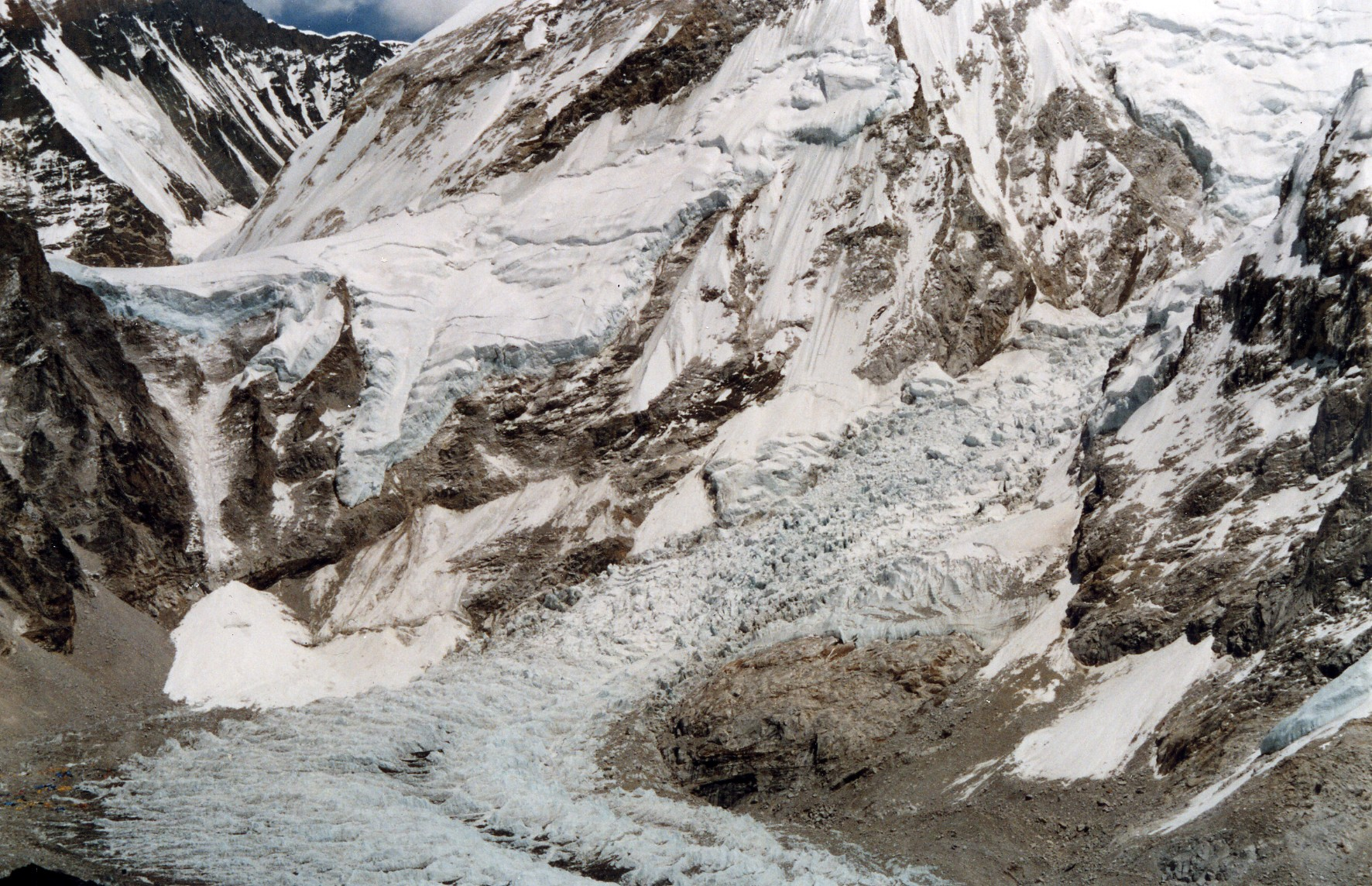
Camp Base de l'Everest a Nepal, la Cascada de Gel de Khumbu està a la dreta.
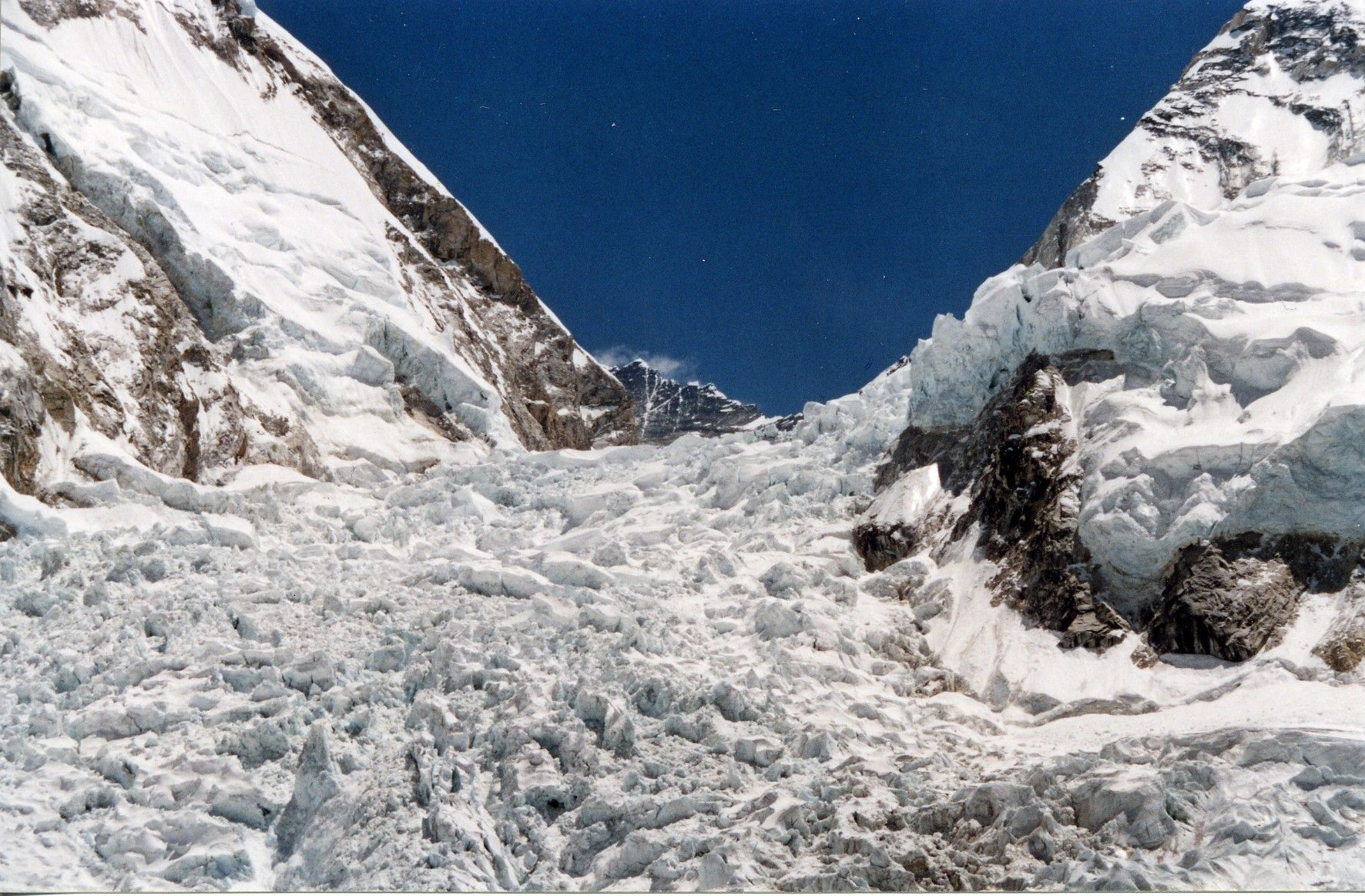
Cascada de Gel de Khumbu
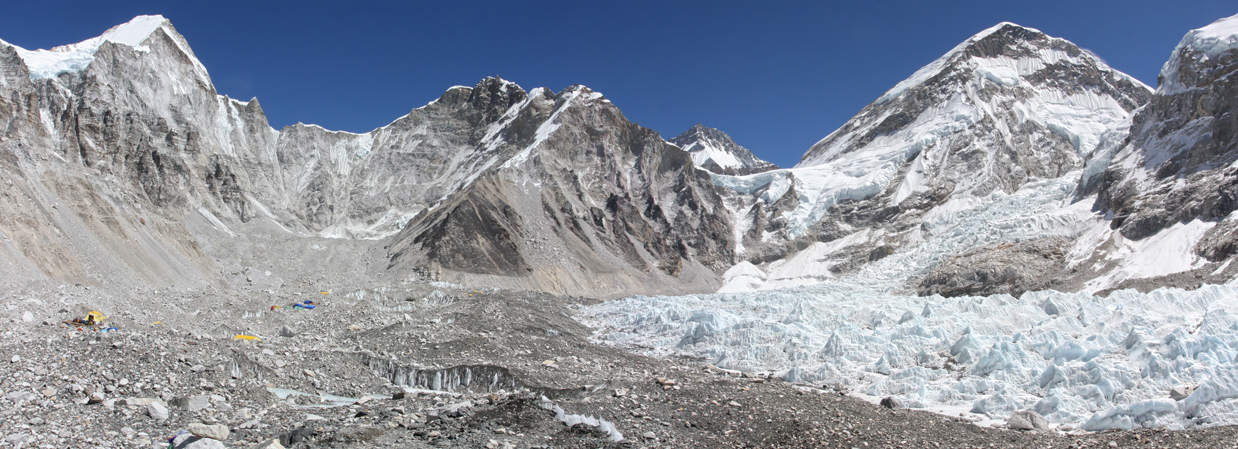
Camp Base de l'Everest
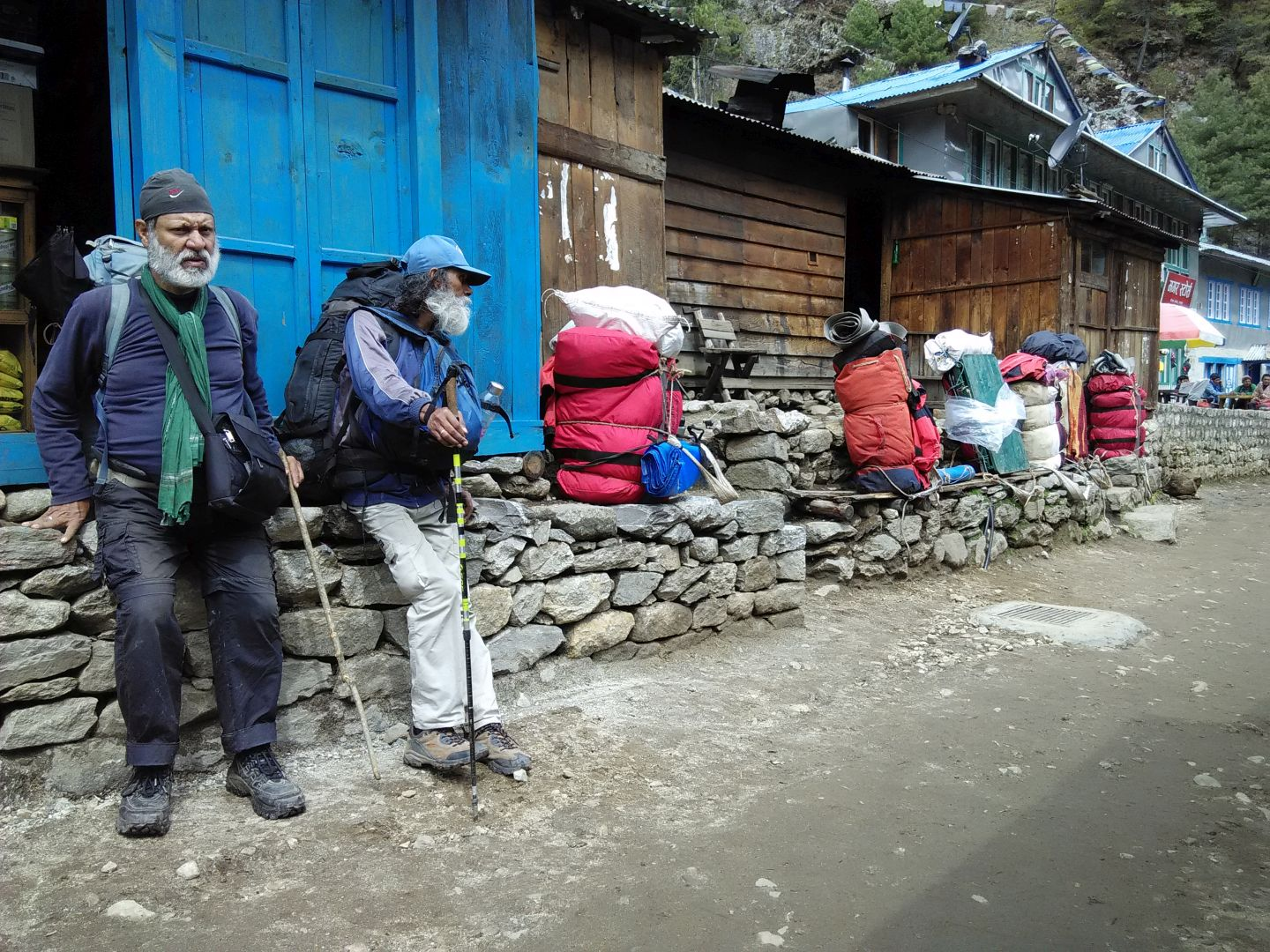
Breu descans sobre la Sendera a la Base de l'Everest

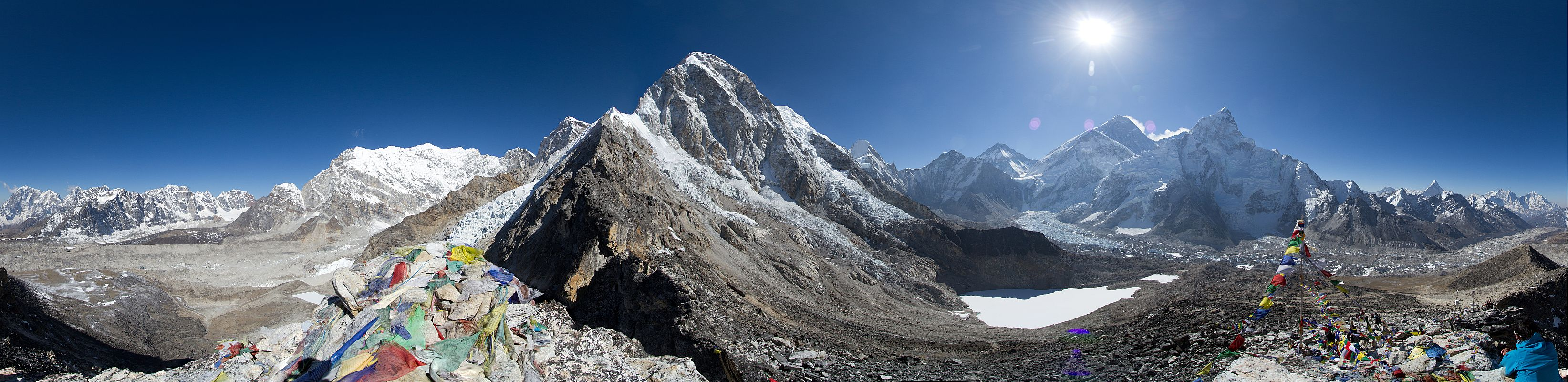
Imatge panoràmica del Parc Nacional de Sagarmatha-Gorakshep a Periche, des del Camp Base de l'Everest

## Camp Base Nord al Tibet
Per visitar el Camp Base Nord (al costat de la Xina) és necessari un permís del govern de la Xina, a més del permís requerit per visitar el Tibet mateix. Aquests permisos han de ser tramitats a través de les agències de viatges a Lhasa com a part d'un paquet turístic que inclou el lloguer d'un vehicle, xófer i un guia. Al Camp Base Nord s'hi accedir en vehicles a través d'un camí bifurcat 100 km al sud de l'Autopista de l'Amistat, prop de Shelkar. El "Camp Base turístic" es troba a mig camí entre el Monestir de Rongbuk; el Camp Base real per als escaladors està al peu de la Glacera de Rongbuk.

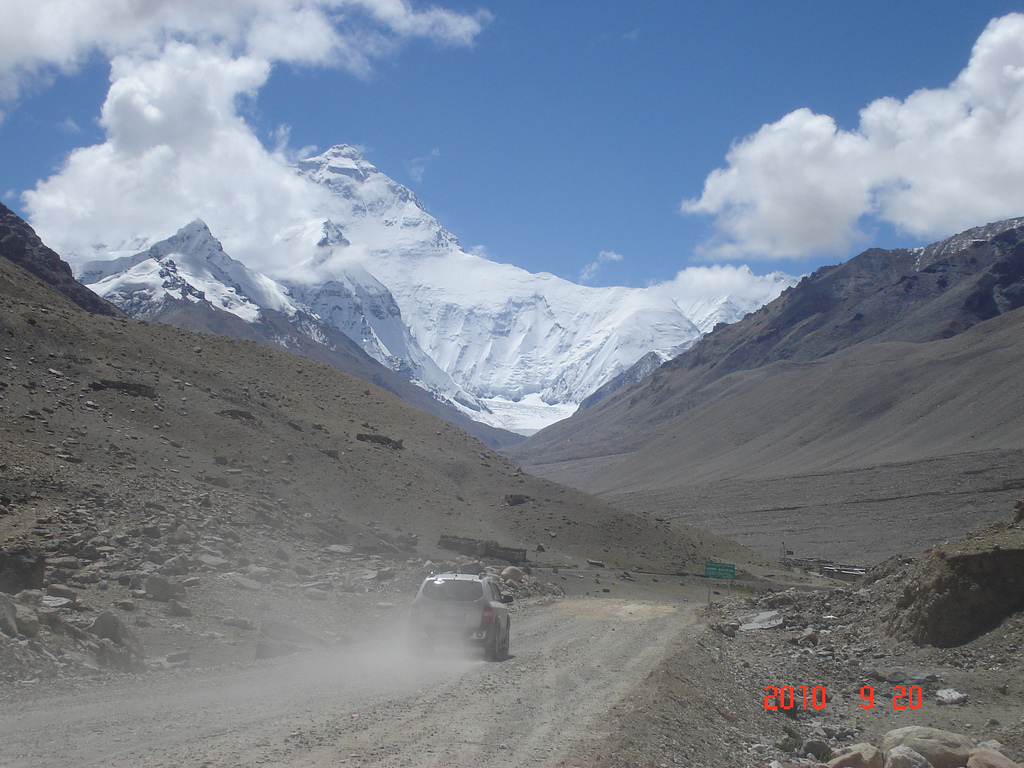
Camí de grava cap al Camp Base Nord de l'Everest, després de sortir de la "Autopista de l'Amistat", en el Tibet, amb la primera vista de prop a la Everest
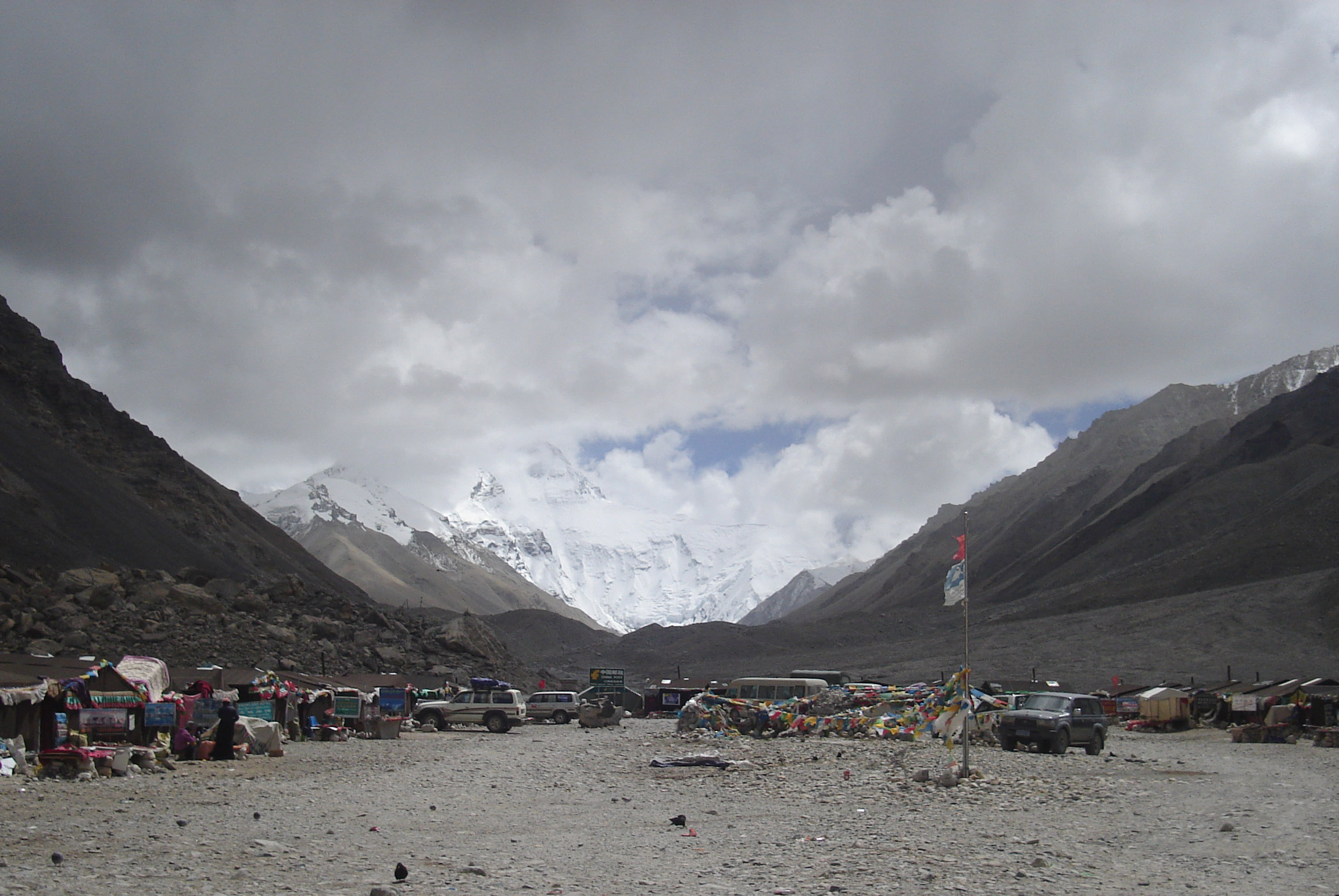
Vila de tendes de campanya per a comoditat dels turistes coneguda com a Camp Base de l'Everest, en el Tibet. Fins a aquest punt és el més lluny que un automòbil privat pot arribar. La Everest s'aprecia al fons
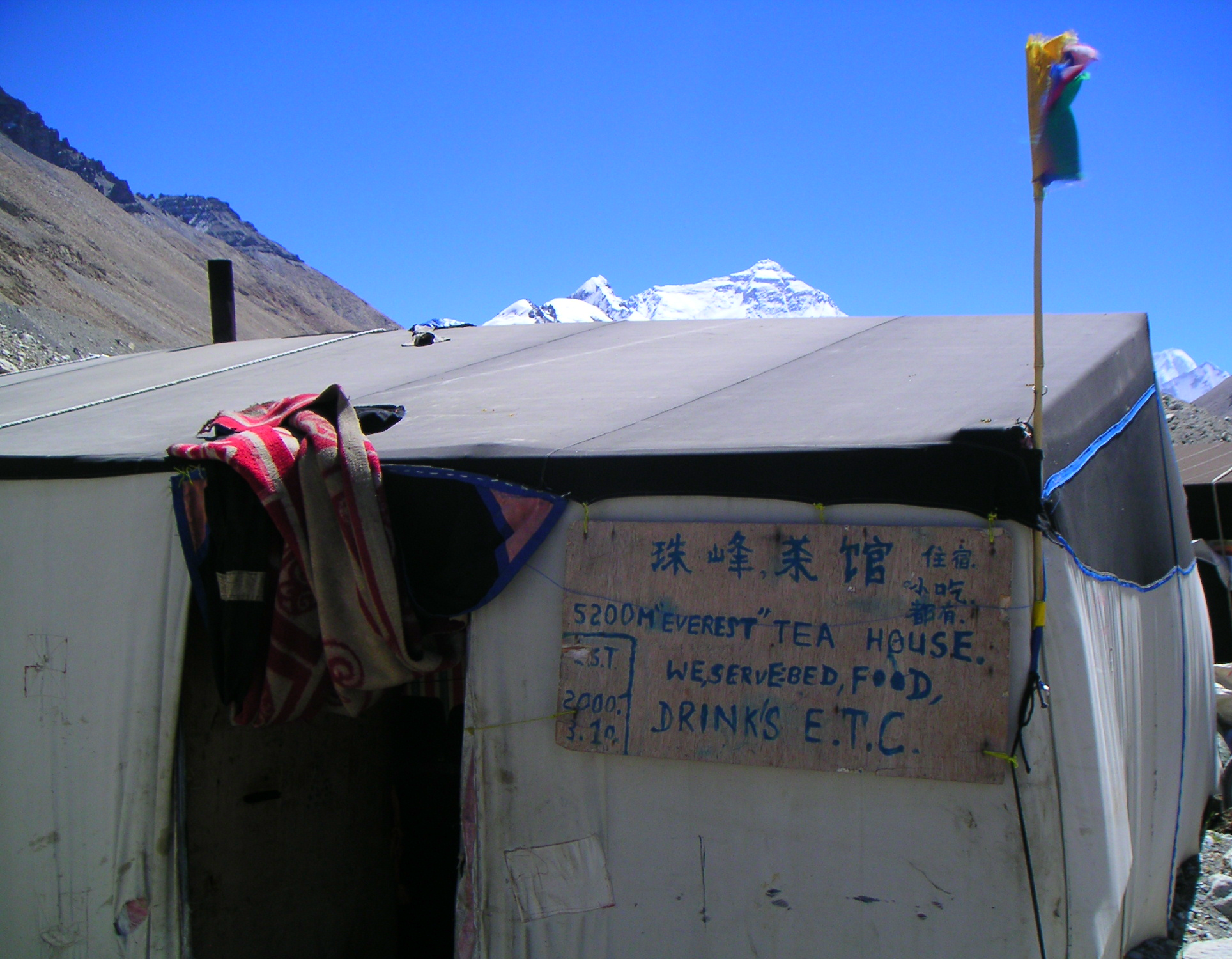
Casa de te en el Camp Base Nord de l'Everest. La Everest s'aprecia al fons
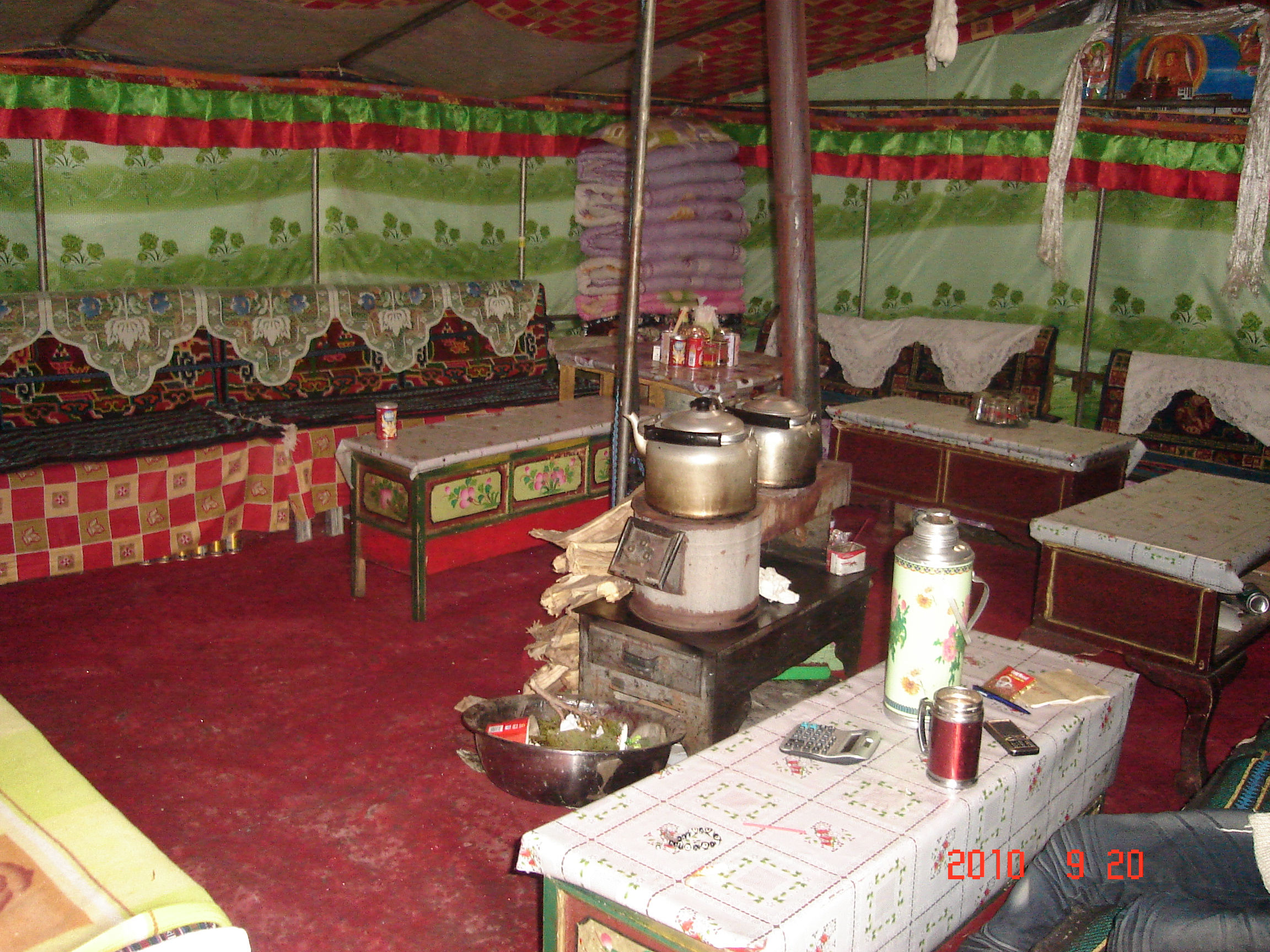
Interior d'una casa de te/hotel situat en el Camp Base de l'Everest, Tibet
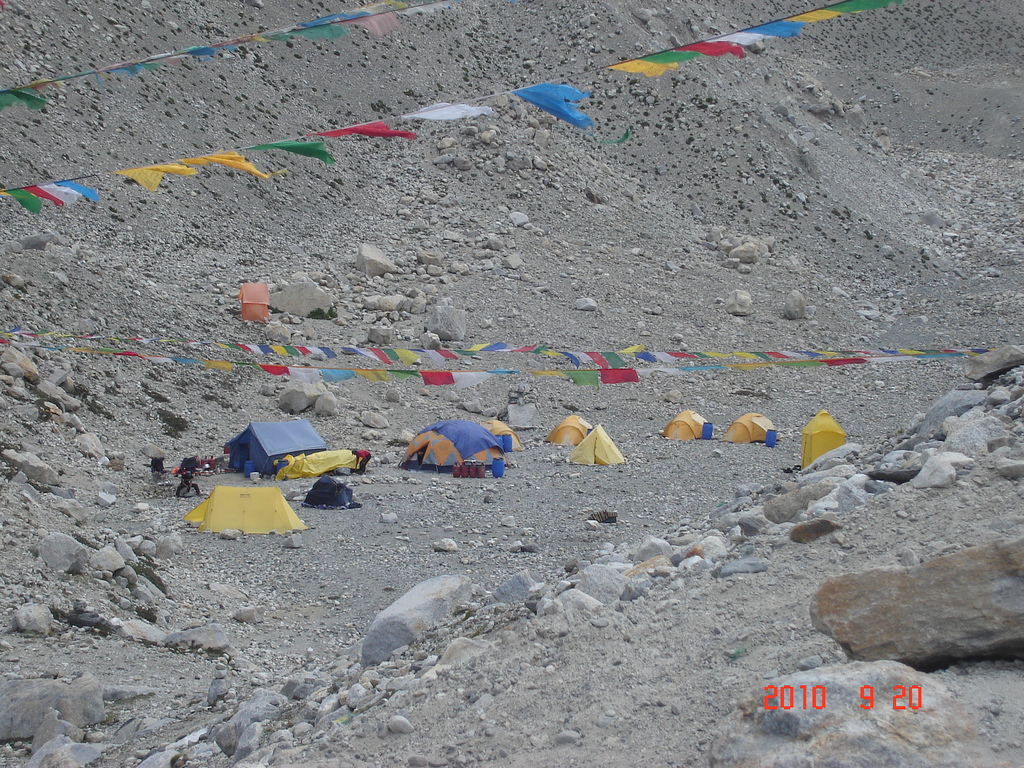
Tendes de campanya d'escaladors a l'àrea restringida, més enllà de l'àrea oberta als turistes.
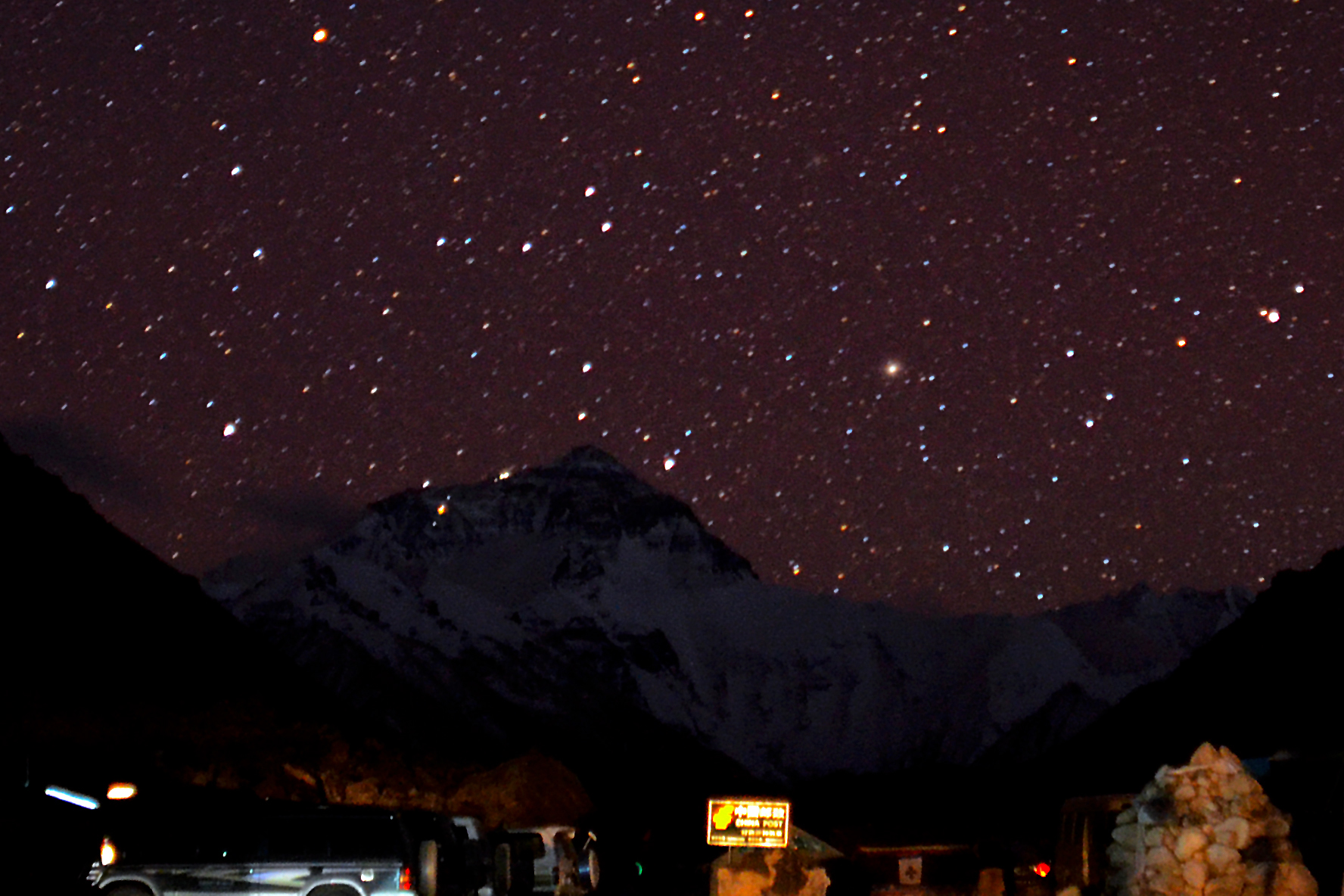
Campaments visibles en l'aresta nord-est, vists des de la vila de tendes de campanya nord, Tibet, 20 de maig de 2011